# Diese Drombuschs
Diese Drombuschs este un film serial TV german, care a avut 39 de episoade și a rulat din anul 1983, pe postul ZDF, autor: Robert Stromberger.
Acțiunea filmului se petrece în Darmstadt. Actorii principali ai serialului fiind Günter Strack, Marion Kracht, Sabine Kaack, Anja Jaenicke și Witta Pohl. În centrul acțiunii sunt perpețiile interesante prin care trece familia Drombusch.

## Distribuție
- Witta Pohl: Vera Drombusch
- Hans-Peter Korff: Siegfried „Sigi” Drombusch
- Günter Strack: „unchiul” Ludwig Burlitz
- Grete Wurm: Margarete „bunica” Drombusch
- Sabine Kaack: Marion Drombusch (episodul 1–5)
- Susanne Schäfer: Marion Drombusch (episodul 6)
- Mick Werup: Christoph „Chris”  Drombusch
- Eike Schweikhardt: Thomas „Thommi” Drombusch
- Marion Kracht: Bettina „Tina” Drombusch
- Anja Jaenicke: Yvonne „Yvonnche” Boxheimer
- Sigmar Solbach: Maximilian Lechner
- Jane Tilden: Frau Werbelhoff
- Heidemarie Hatheyer: Herma Hohenscheid
- Heinz-Gerhard Lück: Herbert Reibold
- Christiane Pauli: Frau Reibold
- Michael Degen: Martin Sanders
- Constanze Engelbrecht: Brigitte Sanders
- Svenja Pages: Astrid „Assi” Sanders
- Simone Rethel: Marga Diebelshauser
- Hannes Messemer: Herr Diehl
- Margret Homeyer: Frau Braatsch
- Hans Häckermann: Herr Weikandt
- Hans Clarin: Herr Heckenroth
- Eva Zlonitzky: Sekretärin Glockner
- Thomas Schücke: Peter Wollinski
- Peter Buchholz: Gerd Schrepper
- Jan Harndorf: Daniel Drombusch
- Jacques Hipplewith: Richy Drombusch
- Till Topf: Joost Zimmermann
- Utz Richter: avocat Kehlhausen

## Episoade
1. Alle Jahre wieder
2. Der Appell
3. Die Machtprobe
4. Spiel mit dem Feuer
5. Das Konzert
6. Entscheidungen
7. Das kalkulierbare Risiko
8. Das Loch im System
9. Flucht nach vorn
10. Das provozierte Verhängnis
11. Die manipulierte Chance
12. Liebe ist Unvernunft
13. In der Mitte des Lebens
14. Die Zeit danach
15. Die Herausforderung
16. Prüfung für zwei
17. Die Gretchenfrage
18. Das Zerwürfnis
19. Der Prozess
20. Wiener Liebe
21. Das zweite Leben
22. Abschied im Zorn
23. Späte Einsicht
24. Das Vermächtnis
25. Der falsche Weg
26. Der Verlierer
27. Die Heimkehr
28. Verlorene Zärtlichkeit
29. Der Makel
30. Um keinen Preis
31. Liebe ist auch ein Recht
32. Die treibende Kraft
33. Der Weg zurück
34. Notsignale
35. Im Abseits
36. Geschenktes Leben
37. Die Stärke der Schwachen
38. Der Zerfall
39. Der Aufbruch